# كارول هنتر
كارول هنتر (بالإنجليزية: Carol Hunter)‏ هي فنانة ومغنية مؤلفة أمريكية، ولدت في 19 أبريل 1946، وتوفيت في 26 يوليو 2018.
سجلت أول ألبوم لها The Next Voice You Hear، بلوس أنجلوس سنة 1971.

## وصلات خارجية
- كارول هنتر على موقع ميوزك برينز (الإنجليزية)
- كارول هنتر على موقع ديسكوغز (الإنجليزية)